# 書斎の聖アウグスティヌス (カルパッチョ)
『書斎の聖アウグスティヌス』（しょさいのせいアウグスティヌス伊: Sant'Agostino nello studio, 英: St. Augustine in His Study）は、盛期ルネサンスのイタリアのヴェネツィア派の画家ヴィットーレ・カルパッチョが1502年に制作した絵画である。『聖アウグスティヌスの幻視』とも呼ばれる。油彩。主題は聖アウグスティヌスが遠方の地で死去した聖ヒエロニムスの声を聴くという奇跡から取られている。本作品はヴェネツィアのダルマチア系スラブ人のサン・ジョルジョ・デッリ・スキアヴォーニ同信会の依頼で制作された9点におよぶ聖人伝の連作の1つである。現在も他の作品とともに同信会館に所蔵されている。また大英博物館に準備素描が所蔵されている。

## 制作経緯

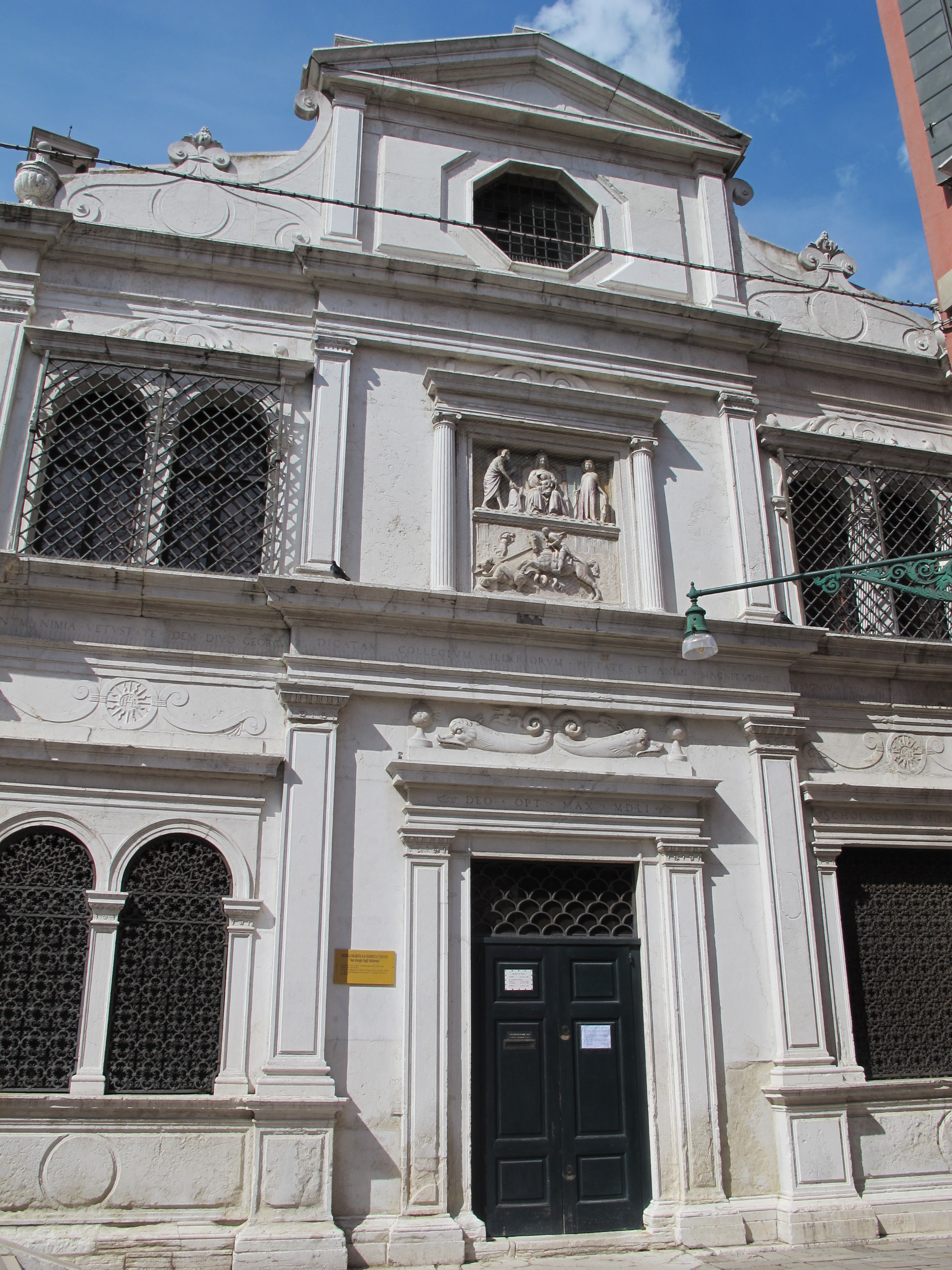
サン・ジョルジョ・デッリ・スキアヴォーニ同信会館のファサードと聖ゲオルギウスのレリーフ彫刻。

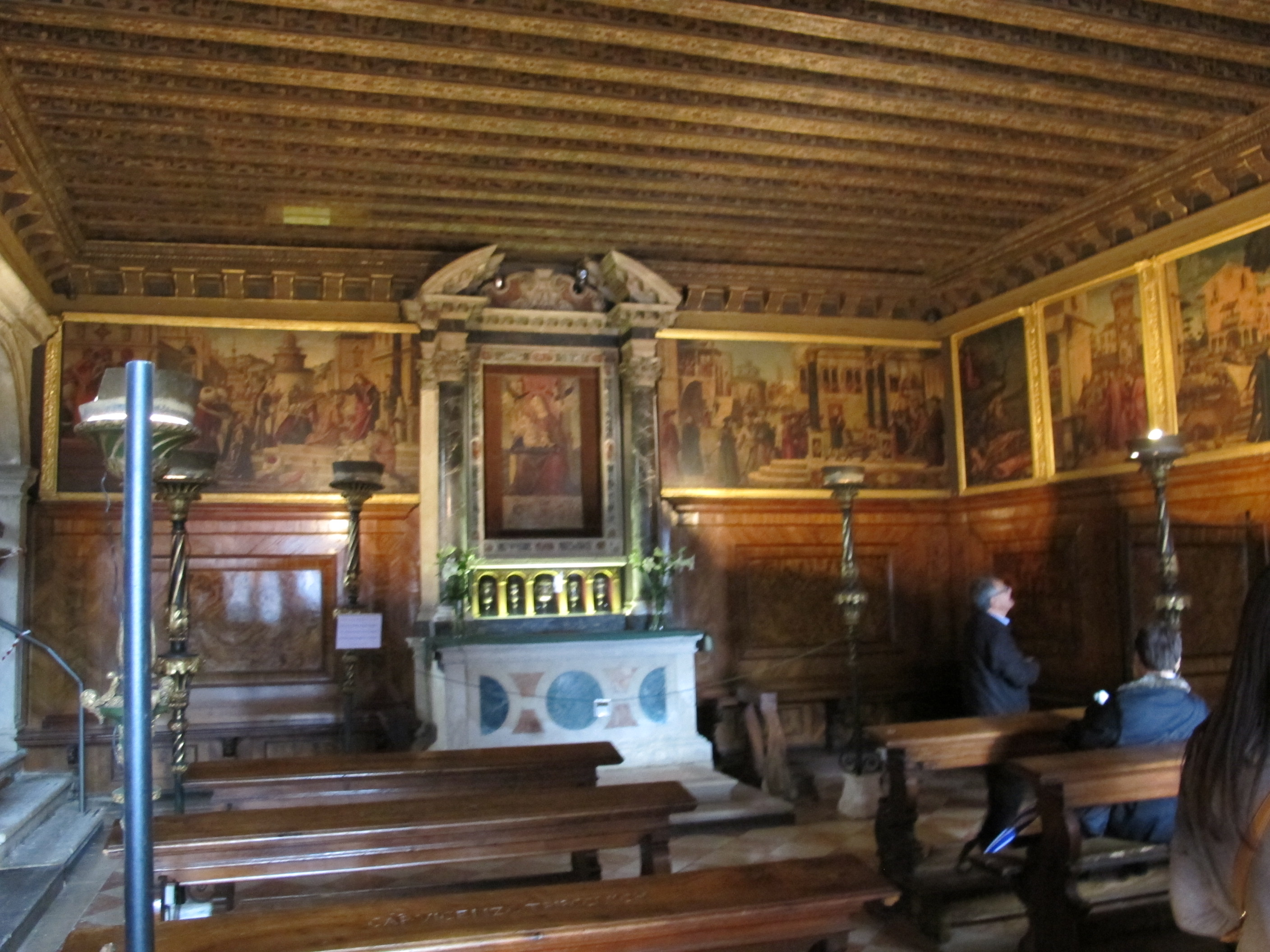
同信会館1階の内装。正面のカルパッチョの祭壇画『聖母子』、その両側にそれぞれ連作の『シレーヌの人々の洗礼』と『聖トリフォンによって悪霊を追い払われる皇帝ゴルディアヌスの娘』が飾られている。

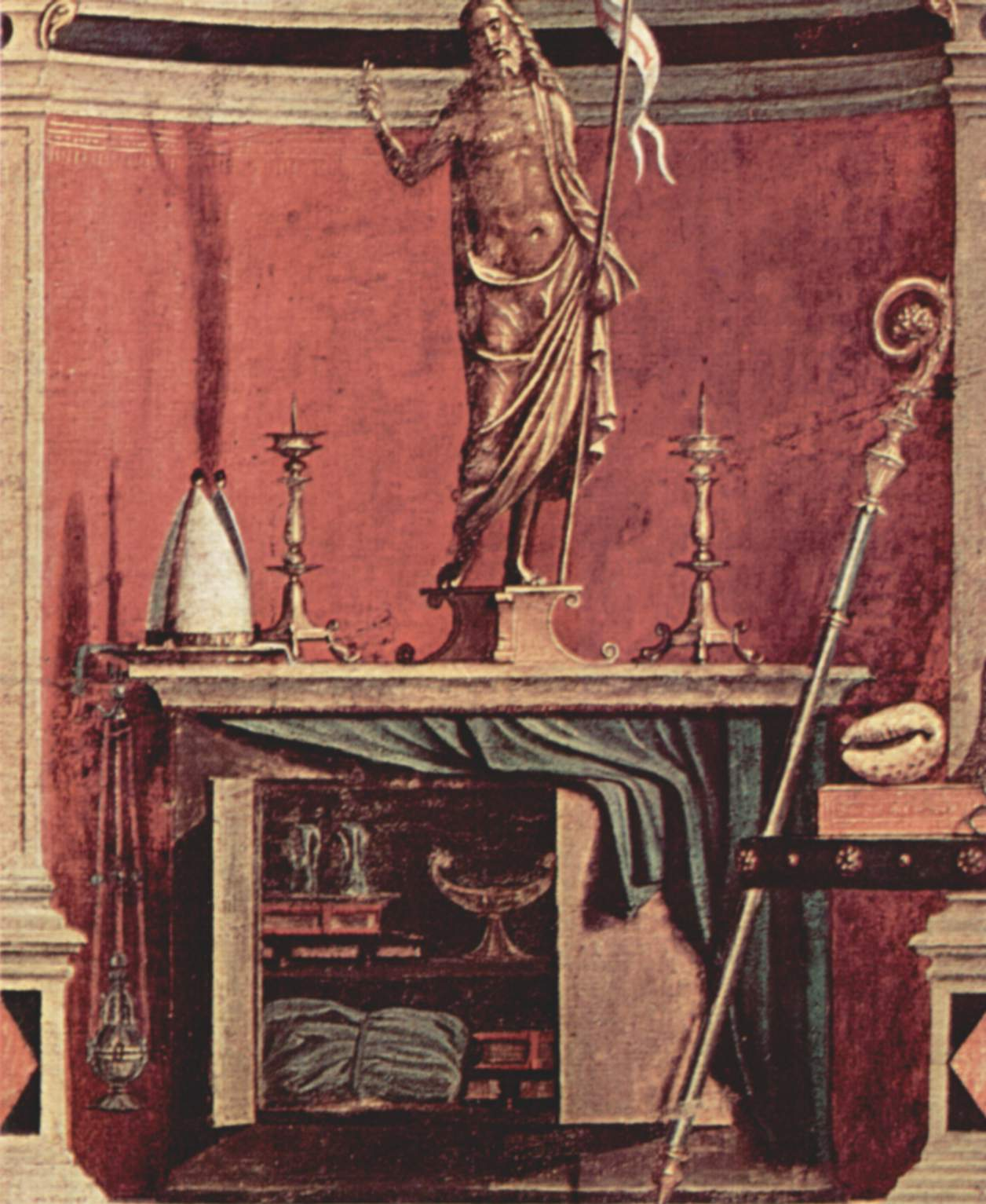
画面中央の小型の祭壇と、机の右端の赤い本の上に置かれた貝殻。

サン・ジョルジョ・デッリ・スキアヴォーニ同信会はダルマチア地方から移住したスラブ人（スキアボーニ）で構成されていた。ダルマチアは中世以来、ヴェネツィアと密接に結び付き、15世紀初頭にヴェネツィア領に組み込まれてさらに強固な関係となった。彼らの結成した同信会が十人委員会に承認されたのは1451年のことである。カルパッチョは同信会の発注により、1502年から1508年にかけて『黄金伝説』に基づく聖人伝の連作を制作した。発注のきっかけは、1502年に同信会に聖ゲオルギウスの聖遺物が寄贈されたことと考えられている。寄贈者はパオロ・ヴァッラレッソ（Paolo Vallaresso）という人物で、彼はペロポネソス半島のヴェネツィア領コローネの監督官だったが、オスマン帝国との戦いで陥落し、撤退の際に譲り受けた聖遺物をヴェネツイアに持ち帰った。ヴァッラレッソ家の人間の多くはダルマチア地方で要職に就くなど関係が深く、聖遺物の寄贈の際には、パオロをはじめとするヴァッラレッソ家の出身者6名が会員となっている。これらの事情から彼らが連作の発注主ではないかと考えられており、特に聖ゲオルギオスの3作品は聖遺物を持ち帰ったパオロの武功を称揚する意図があったと思われる。カルパッチョは同年に制作を開始し、9作品におよぶ連作を描き上げた。それぞれ『聖ゲオルギウスと竜』（San Giorgio e il drago）、『聖ゲオルギウスの勝利』（Trionfo di San Giorgio）、『シレーヌの人々の洗礼』（Battesimo dei Seleniti）、『聖ヒエロニムスとライオン』（San Girolamo e il leone nel convento）、『聖ヒエロニムスの葬儀』（Funerali di san Girolamo）、『書斎の聖アウグスティヌス』（Sant'Agostino nello studio）、『ゲツセマネの祈り』（Orazione nell'orto del Getsemani）、『聖トリフォンによって悪霊を追い払われる皇帝ゴルディアヌスの娘』（San Trifone ammansisce il basilisco）、『聖マタイの召命』（Vocazione di san Matteo）である。これらの連作はカルパッチョの祭壇画『聖母子』を取り囲むように左右の壁に飾られている。本作品は『聖ヒエロニムスとライオン』や『聖ヒエロニムスの葬儀』とともに、聖ヒエロニムスにまつわる作品群を構成している。

## 主題
あるとき、聖アウグスティヌスは遠方の地にいる聖ヒエロニムスに手紙を書いていた。手紙の目的はスルピキウス・セウェルスに依頼された三位一体の論考に関する意見を聖ヒエロニムスに尋ねることであった。聖アウグスティヌスが手紙の冒頭を書き終えると、暗かった部屋に突然大きな光が現れ、芳香が漂い、聖ヒエロニムスの声が聴こえてきた。「アウグスティヌスよ、あなたが今考えていることは、大海のすべての水を小さな小瓶に入れるようなものだ。そのような小さな器では到底計りきれないものを、あなたは計ろうとしているのですよ」。聖アウグスティヌスが手紙を描き始めたちょうどそのとき、聖ヒエロニムスは死の床にあり、息を引き取る間際であったという。

## 作品
カルパッチョは書斎で聖ヒエロニムスの声を聴いた聖アウグスティヌスを描いている。聖アウグスティヌスは聖ヒエロニムスの声が聴こえた窓の方を見つめており、窓からは神秘的な光が差し込んで、部屋全体を明るく照らしている。聖アウグスティヌスの右手にはペンが握られており、手紙を書いているところであると分かる。いくつかの作例では聖ヒエロニムスの姿を描いたものもあるが、この点においてカルパッチョは声を聴いたとだけ伝えている伝説に忠実であり、聖アウグスティヌスが見上げた先に聖ヒエロニムスの姿はない。カルパッチョは聖アウグスティヌスの書斎を緻密に描いている。画面中央には小型の祭壇がしつらえられている。祭壇の上には十字架を持つキリスト像と燭台、祭服の白いミトラ帽子が置かれ、壁には司教杖が立て掛けられている。祭壇の下は戸棚になっており、開かれた戸棚にカーテンが掛けられている。画面左の壁際には他の先行する同じ主題の絵画と同様に椅子と書見台、本棚が描かれているが、棚に並べられた女神や馬の像その他のアンティーク趣味は聖人の書斎には通常見られない要素である。画面右側には天井から天球儀が吊るされている。聖アウグスティヌスの机やその周りには開かれあるいは閉じられた多くの本が置かれている。画面右下隅には楽譜が開かれている（聖アウグスティヌスには音楽に関する著作があった）。画面全体の遠近法の消失点はペンを握る聖アウグスティヌスの右手に位置し、手紙を書き始めたときに奇跡が起こるという物語上の時間が構図の上でも明確に表されている。手の近く、机の右端の本の上には貝殻が置かれている。また床の上には忠実や忠誠を意味する １匹の白い小型犬が座り、窓の方をじっと見つめている。白い犬は学者の書斎に描かれる犬の伝統的な図像とされる。この小型犬は準備素描の段階ではフェレットのような小動物であった。

### 貝殻の意味
本作品における特異なディテールの1つは机に置かれた貝殻である。貝殻の配置は巧みであり、赤い色に囲まれた白い貝殻は目立つ位置にある。美術史家アウグスト・ジェンティーリ（Augusto Gentili）はこの貝殻が聖アウグスティヌスの別の伝説と関係があるとしている。聖アウグスティヌスは海岸で海水を掬って穴に入れるという遊びをする子供に出会い、三位一体の秘儀の奥深さを知ったと伝えられている。貝殻はそのとき子供が水を掬うのに用いた道具である。初期の話形では水を掬う道具は一定しておらず、貝殻であったり、銀の匙であったりするが、やがて貝殻で統一されていった。ヤコブス・デ・ウォラギネの『日曜説教集』（Sermones de omnibus evangeliis dominicalibus）ではキリストと思しき子供は聖アウグスティヌスに「三位一体の秘儀をまとめようとする書物は水を注ごうとする小さな穴であり、汝の小さな知性がそれを計る匙であり、三位一体は汲みつくそうと試みている大海である」と語ったとあり、ピエトロ・デ・ナターリの『聖人伝集成』（Catalogus Sanctorum et gestorum eorum）では子供は簡潔に「穴は書物、海は三位一体、貝殻は汝の知性だ」と語った後に姿を消したという。いわばこの貝殻は聖アウグスティヌス、引いては人間の知性を象徴している。聖ヒエロニムスが死に際に聖アウグスティヌスに語ったとされる言葉はこのエピソードから来ている。カルパッチョは聖ヒエロニムスの奇跡の中から三位一体の要素を重視し、別のエピソードから聖アウグスティヌスおよび三位一体と関係のある貝殻を持って来て描くことで、両者が三位一体について言葉を交わしたという物語を強調している。

### 主題選択の背景
主題の選択については、聖アウグスティヌスが同信会の守護聖人ではなく、またそもそもヴェネツィアでは聖アウグスティヌスはほとんど描かれなかったために、なぜ接点のない聖アウグスティヌスが選ばれたのかという疑問がある。この点について、ジェンティーリは発注者の要望で肖像を表すために聖アウグスティヌスが選ばれたとしている。
また選択の背景には同信会の会員にダルマチア、特にドゥブロヴニクの南のコトルやゼタ地方出身のスラブ人が多かったことと関係があるとする説がある。これらの地域は元来ギリシア正教が根強く、したがってヴェネツィアに移住したスラブ人もまた正教徒かあるいはカトリックに改宗した元正教徒が多かった。ところが同信会が設立された1451年当時、ヴェネツィアではギリシア正教は禁止されており、彼らは自分たちがカトリックであることを示す必要があった。そこでギリシア正教において影が薄い存在ではあるが、カトリックの、特に三位一体と密接な関係にある聖アウグスティヌスが連作中に登場していると指摘されている。

### 聖人のモデル
一説によると、聖アウグスティヌスは同信会に縁のある同時代の著名人の肖像画ではないかと言われている。書斎に描かれた人文主義的なアンティーク趣味は聖人の書斎に相応しくないため、実在の人物の趣味が反映されていると考えられ、同様に聖人も同じ人物の肖像画となっているのではないかと考えられてきた。候補としては教皇大使としてヴェネツィアを訪れ、同信会に贖宥状を与えたヨハンネス・ベッサリオン枢機卿（Guido Perocco, 1956; Zygmunt Waźbiński, 1968; V. Branca, 1964）とティボリの司教アンジェロ・レオニー二（Augusto Gentili, 1993; 1996）の2人のほか、パオロ・ヴァッラレッソの叔父で美術品や書物のコレクターとして知られるマッフェオ・ヴァッラレッソの名前が挙げられている。

## ギャラリー
聖ヒエロニムスの3作品は同信会館1階の右側の壁面中央から右端にかけて『聖ヒエロニムスとライオン』、『聖ヒエロニムスの葬儀』、『聖アウグスティヌスの幻視』の順で飾られている。

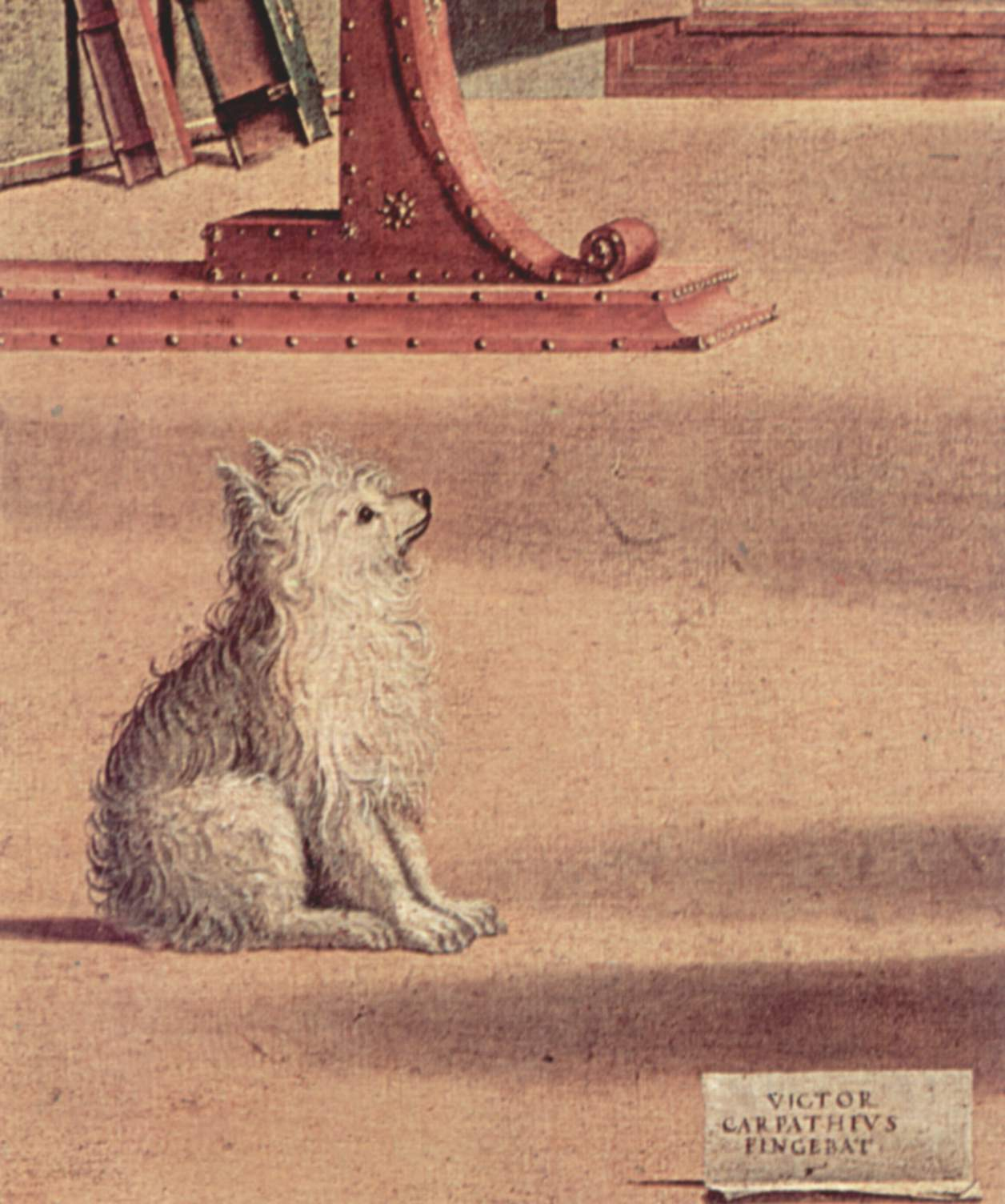
床に座った小型犬（ジャーマン・スピッツ）
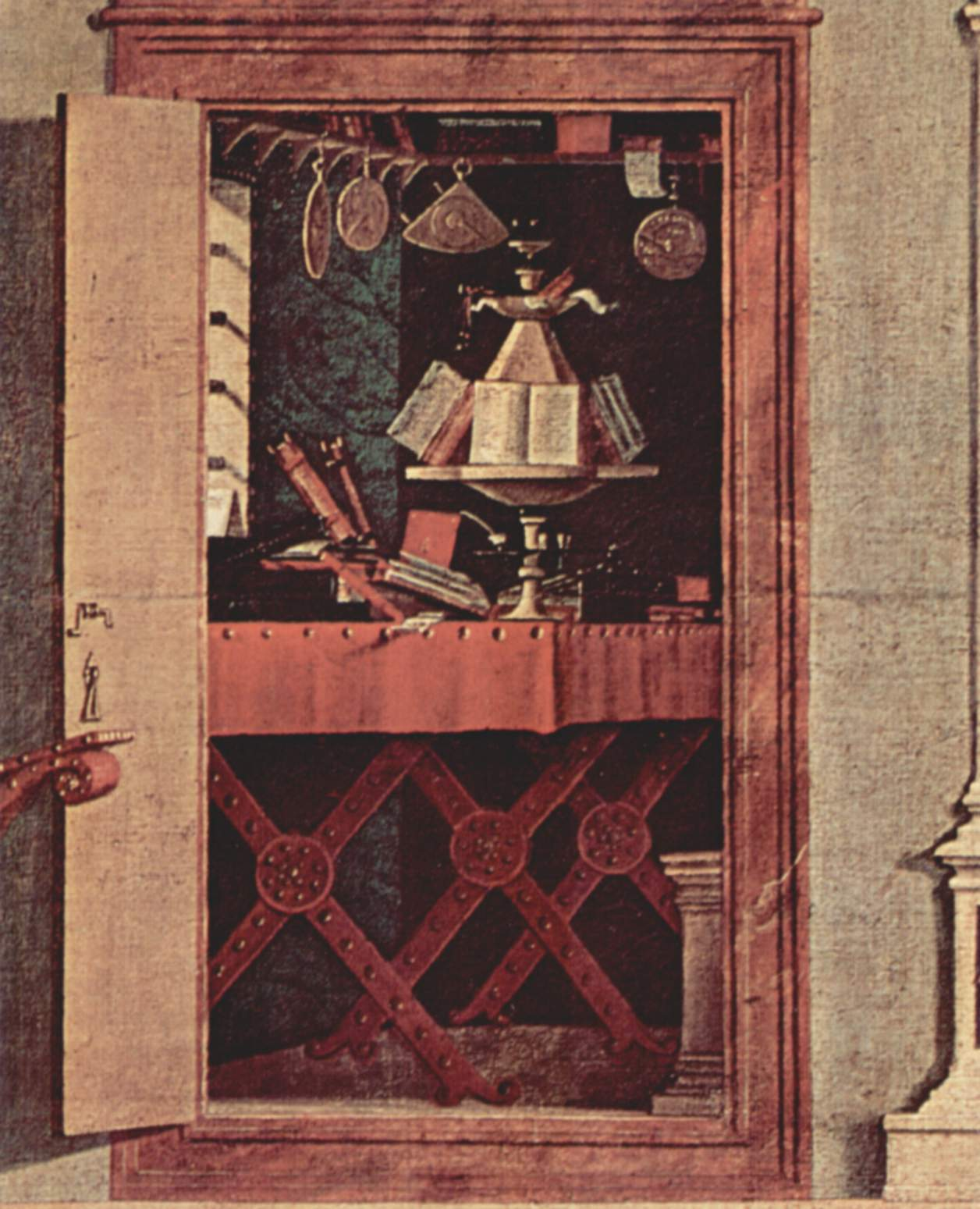
クローゼット
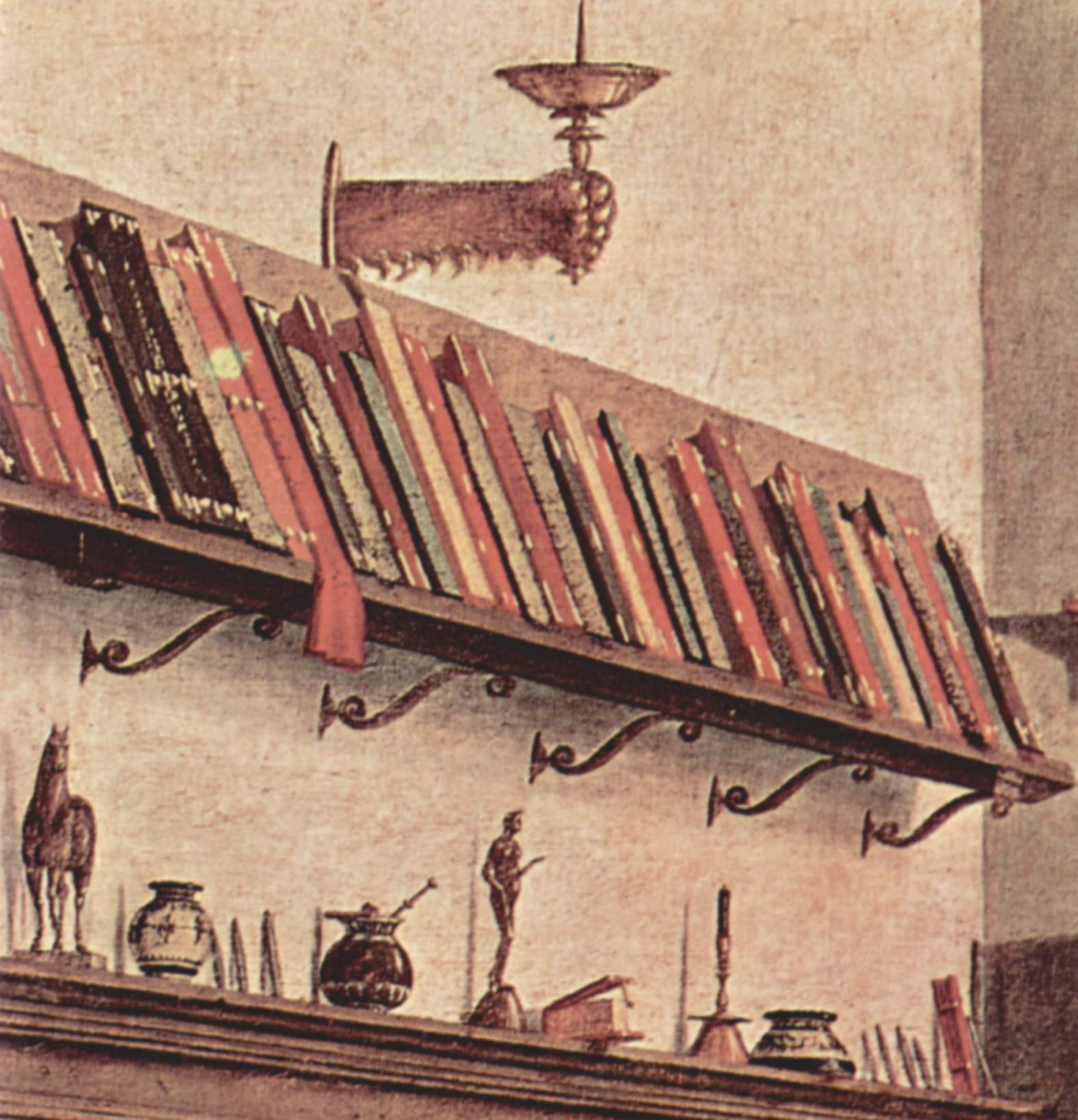
本棚とアンティーク、ライオンの足の形状をした燭台
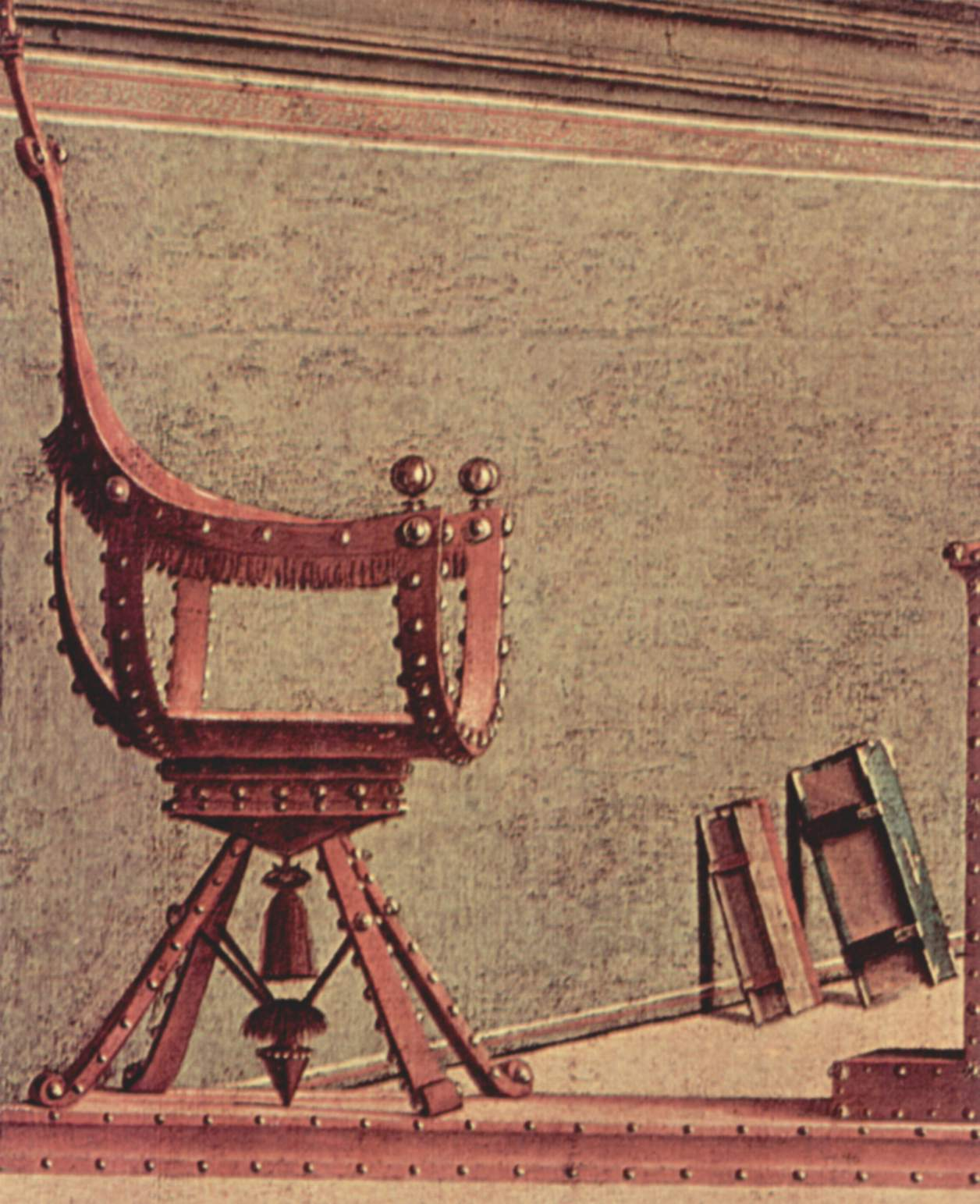
椅子
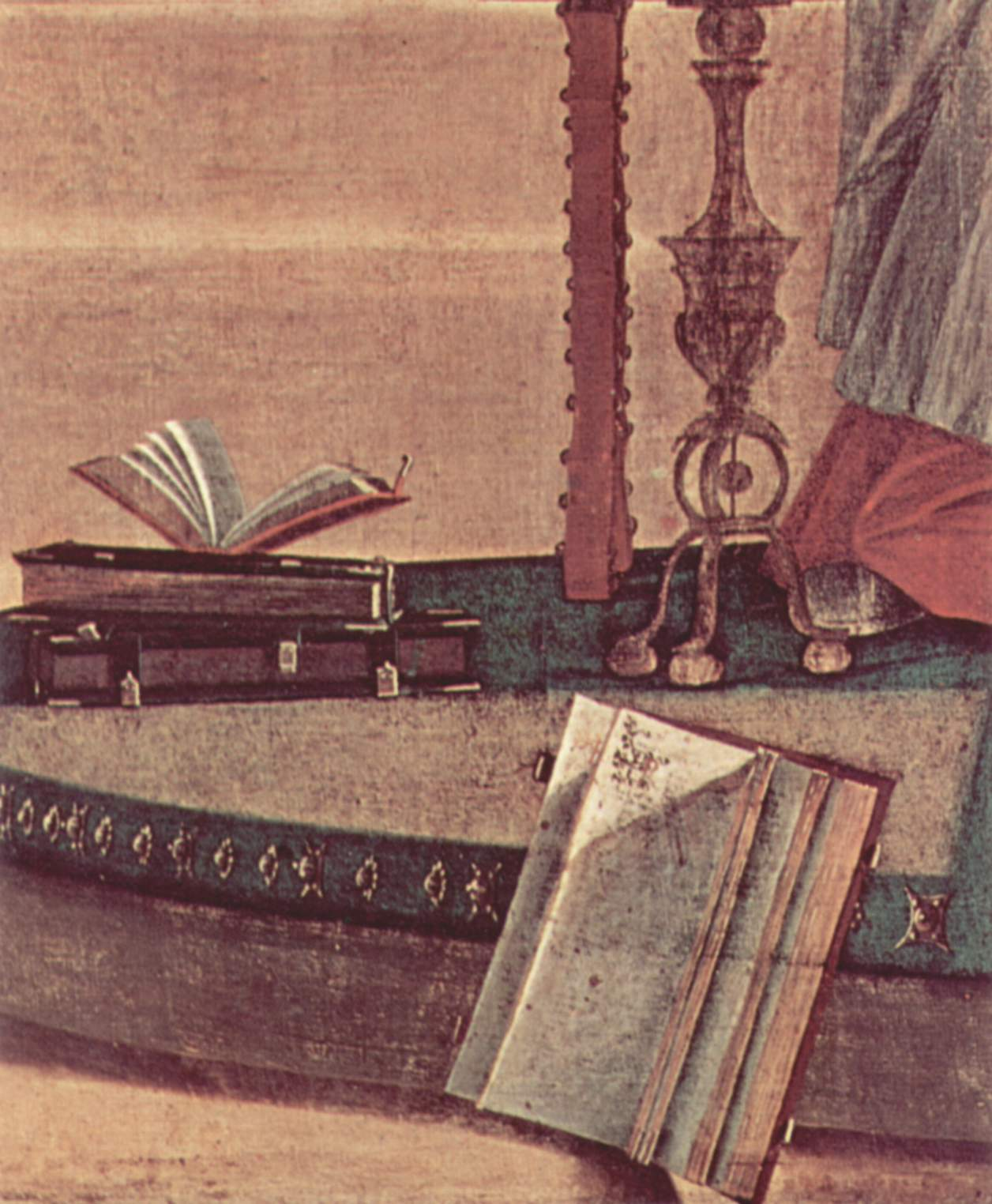
プラットフォーム
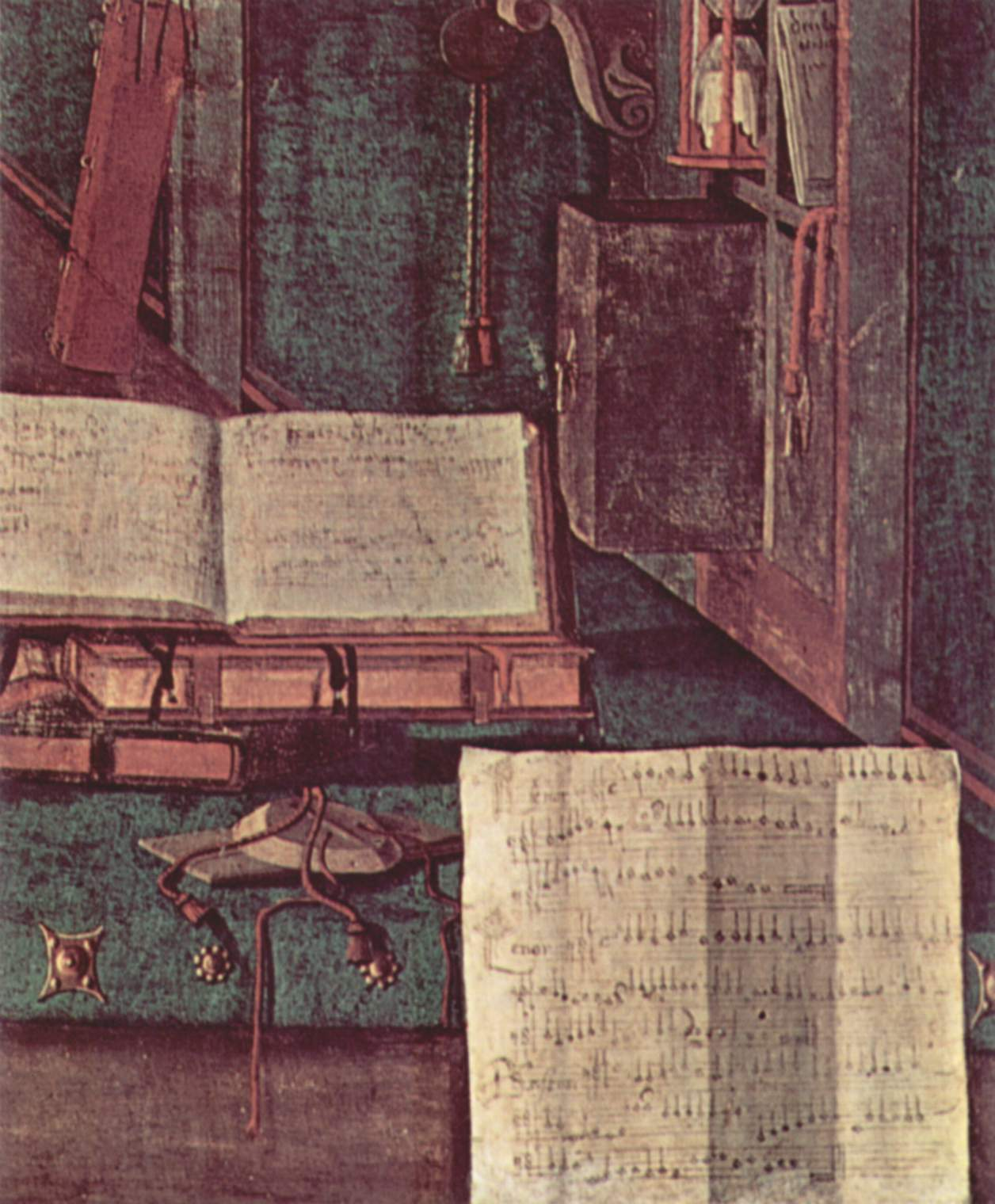
楽譜
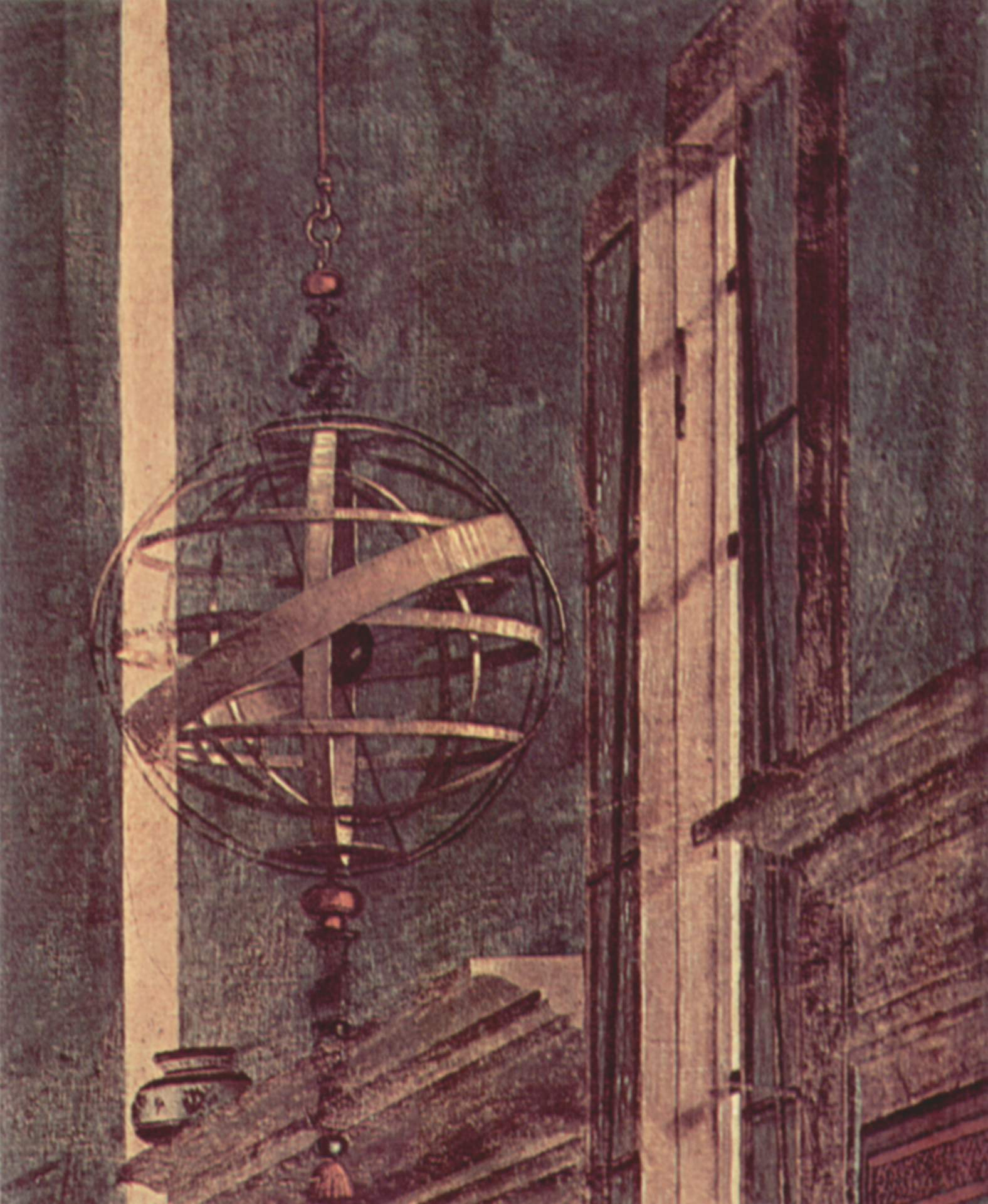
天球儀と窓
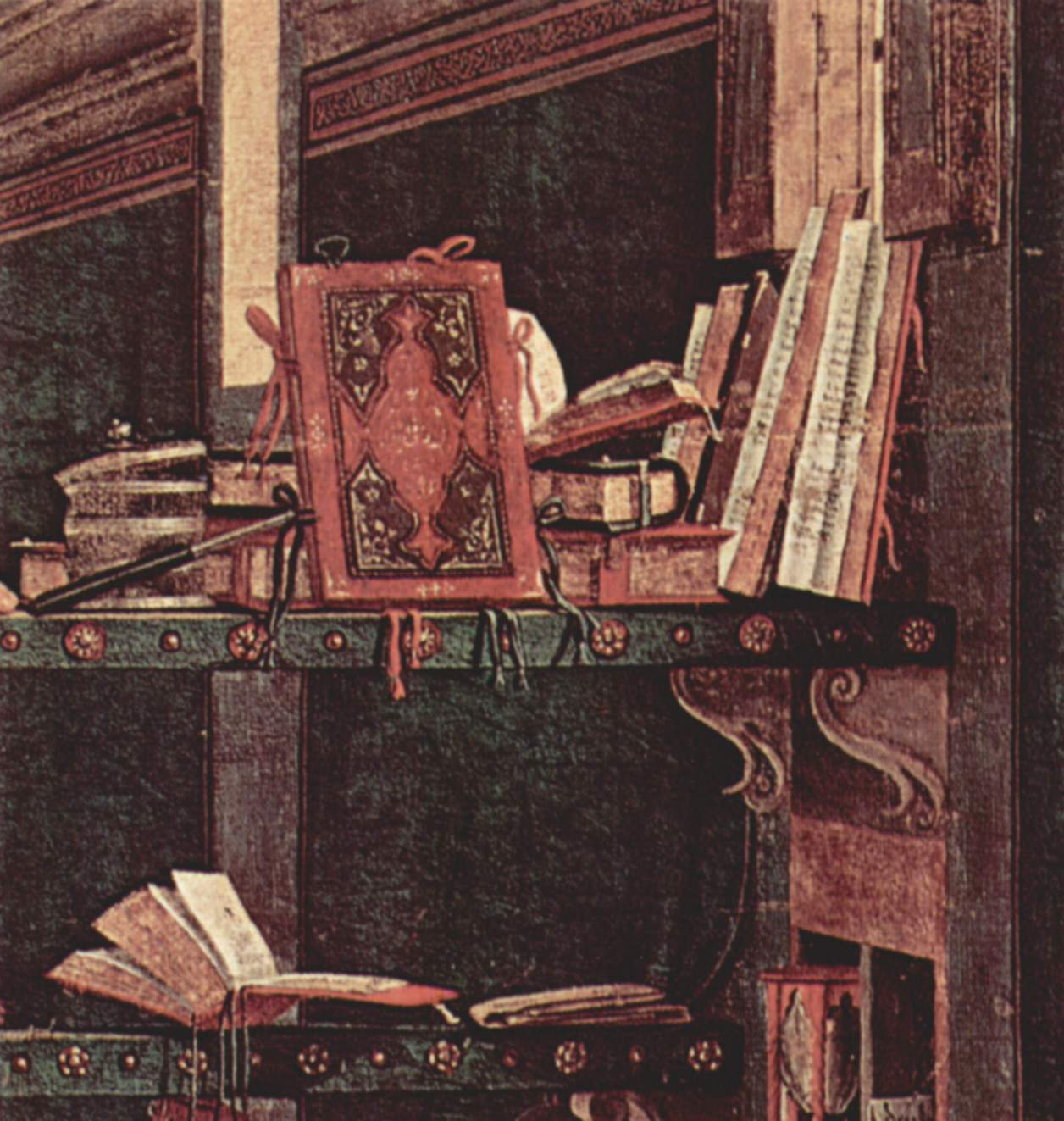
聖人の机と本